# ارتفاعات الله‌اکبر
الله اکبر نام کوهی است در محدوده شهرستان دشت آزادگان که در فاصله ۱۰ کیلومتری شمال سوسنگرد و در نزدیکی بستان قرار دارد و ۷ کیلومتر طول و بین ۳۰۰ تا ۵۰۰ متر عرض دارد و مرتفع‌ترین تپه آن ۵۵ متر از سطح زمین ارتفاع دارد و بعد از ارتفاعات میش‌داغ مرتفع‌ترین عارضهٔ دشت آزادگان محسوب می‌شود.

## اهمیت تاریخی
در سال ۱۳۲۳ ق و در اواخر حکمرانی احمد شاه قاجار، در جنگ بین عشایر مسلمان ایران و ارتش بریتانیا بر روی این تپه‌ها، شیخ عبدالله بن عمار الطرفی به همراه مجاهدین نماز خواندند و چون قبل از آغاز نماز بر بلندای آن تپه اذان گفته شد، شیخ عبدالله نام آن را تپهٔ الله اکبر نامید و تا کنون نیز به همین نام شهرت دارد. با شروع جنگ این تپه‌ها به عنوان عارضه ای حساس مورد توجه ارتش عراق قرار گرفت و تیپ ۳۵ لشکر ۹ زرهی ارتش عراق پس از تصرف پاسگاه‌های سوبله و تنگه چذابه و پس از دو روز توقف در اطراف بستان، به سمت تپه‌های الله اکبر به حرکت درآمد و سرانجام در ۴ مهر ماه این تپه‌ها به اشغال و بلافاصله بر روی آن استحکاماتی ایجاد کرد.
ارتش عراق با اشغال این تپه‌ها توانست سوسنگرد را زیر آتش قرار دهد و مقدمات سقوط سوسنگرد را فراهم کند؛ از همین رو یک گردان رزمی از تیپ ۳ لشکر ۹۲ زرهی در ۱۰ مهر ماه ۱۳۵۹ موفق شد در اقدامی سریع قسمتی از تپه‌های الله اکبر را آزاد نماید. با آزادسازی تپه‌ها، از ۱۸ مهرماه مواضع رزمندگان مستقر در آن زیر آتش شدید قرار گرفت و عراق در ۱۹ مهرماه برای اشغال دوباره تپه‌های الله اکبر تا آبادی‌های سید خلف، صالح حسن و حمود عاصی واقع در جنوب غربی تپه‌های الله اکبر، پیش روی کرد و خود را به ۵ کیلومتری مواضع رزمندگان رسانید. موقعیت رزمندگان در تپه‌های الله اکبر که با اشغال بستان و تشدید آتش توپخانه عراق مورد تهدید جدی عراق قرار گرفته بود، مدافعان را مجبور به عقب‌نشینی از تپه‌های الله اکبر کرد و به این ترتیب تپه‌های الله اکبر دوباره به اشغال ارتش عراق درآمد.
پس از اشغال هفت ماههٔ این تپه‌ها، رزمندگان در دو عملیات محدود امام علی و عملیات نصر (غرب تپه‌های الله اکبر) ارتش عراق را مجبور به عقب‌نشینی کردند. با تلاش رزمندگان در عملیات امام علی در ۳۱ مرداد ماه ۱۳۶۰ که محور اصلی عملیات بر روی تپه‌های الله اکبر بود، ضمن وارد آمدن خسارات به ارتش عراق، تپه‌های الله اکبر به‌طور کلی آزاد شد و در عملیات نصر که در ۱۱ شهریور ماه ۱۳۶۰ انجام شد، تپه سبز و مناطق غرب تپه‌های الله اکبر نیز از اشغال عراقی‌ها درآمد. به این ترتیب تپه‌های الله اکبر و مناطق اطراف آن تا پایان جنگ تحمیلی از تهدید در امان ماند.